# Liste der Monuments historiques in Plouvien
Die Liste der Monuments historiques in Plouvien führt die Monuments historiques in der französischen Gemeinde Plouvien auf.

## Liste der Bauwerke
| Bezeichnung                   | Beschreibung | Standort | Kennzeichnung | Schutzstatus | Datum | Bild           |
| ----------------------------- | ------------ | -------- | ------------- | ------------ | ----- | -------------- |
| Kapelle St-Jaoua und Friedhof |              | (Lage)   | PA00090270    | Classé       | 1939  | weitere Bilder |
| Kapelle St-Jean-Balanant      |              | (Lage)   | PA00090271    | Classé       | 1913  | weitere Bilder |

## Liste der Objekte
- Monuments historiques (Objekte) in Plouvien in der Base Palissy des französischen Kultusministeriums